# Man (departement)
Man är ett departement i Elfenbenskusten. Det ligger i regionen Tonkpi, i den västra delen av landet, 240 km väster om huvudstaden Yamoussoukro.